# Газенвинкель, Константин Борисович
Константи́н Бори́сович Газенви́нкель (1850—1896, Казатин Киевской губернии) — русский государственный деятель, действительный статский советник. Учёный-процессуалист и историк-краевед, исследователь Сибири.

## Биография
Происходит из III поколения псковского дворянского рода Газенвинкелей. Приходится племянником сенатору Егору Васильевичу (Георгу Фридерику) Газенвинкелю (1826—1895).
Окончил петербургское Императорское училище правоведения 13 (25) мая 1872 года в чине коллежского секретаря (X класс). Трудился на должности прокурора Тобольской губернии. В этом качестве был причастен к разоблачению в вымогательстве и осуждению в 1887 году тюменского окружного стряпчего Бориса Ивановича Красина (1846—1901), отца знаменитых впоследствии Леонида и Германа Красиных.
Прокурор столкнулся с острой нехваткой в губернии следственных штатов. В немалой степени ей способствовала позиция многих чиновников, включая министра юстиции Н. А. Манасеина, председателя Тобольского губернского суда З. Н. Геращеневского и самого Газенвинкеля, что проведение предварительного расследования полицейскими чинами нежелательно во избежание административного произвола, а потому как можно более дел необходимо передавать судебным следователям. Как результат, проводивший в 1892 году в Западной Сибири ревизию обер-прокурор Сената П. М. Бутовский, обнаружив не менее 18 000 незавершённых следственных дел, вынужден был констатировать:

Прокуратура Тобольской губернии, заваленная непомерным трудом, превосходящим всё, что я когда-либо видел за всю мою свыше тридцатилетнюю службу в судебном ведомстве, обречена на безмолвное
созерцание...

Последняя занимаемая К. Б. Газенвинкелем должность — член Киевской судебной палаты, в чине действительного статского советника (IV класс).

## Творчество
В бытность тобольским губернским прокурором являлся членом-соревнователем Тобольского губернского музея. В письме на имя главного редактора «Живой старины» В. И. Ламанского, опубликованном в журнале, Газенвинкель сетовал, что на местах не хватает специалистов для научной оценки и классификации экспонатов провинциальных музеев. Этим обусловлено почти полное игнорирование местных коллекций со стороны представителей столичной науки. Для исправления положения автор выражал надежду на помощь сибирским музеям со стороны Императорского Русского географического общества.
Главным его вкладом в сибирское краеведение считается опубликованный в 1892 году «Систематический перечень воевод, дьяков, письменных голов и подьячих с приписью в сибирских городах и главнейших острогах с их основания до начала XVIII века». Канд. ист. наук О. Ю. Шаходанова назвала справочные труды Газенвинкеля «классическим» наследием отечественной историографии, поставив в один ряд с сочинениями Н. Н. Оглоблина и члена-корреспондента АН СССР С. В. Бахрушина по вопросам местного управления в Сибири XVII века. Я. Г. Солодкин упоминает Газенвинкеля наряду с П. Н. Буцинским и В. И. Корецким в числе первых исследователей сибирской ссылки.
Определённый интерес представляют также труды в области юриспруденции. По утверждению учёного секретаря НИИ проблем укрепления законности и правопорядка при Генеральной прокуратуре РФ Ю. Г. Торбина, К. К. Арсеньев и Газенвинкель были практически единственными дореволюционными правоведами, которые обращали внимание на необходимость разработки процессуальных особенностей производства следственного осмотра и освидетельствования.

### Список произведений

#### Книги
- Инструкция чинам прокурорского надзора Тобольской губернии. — 2-е изд. — Тобольск, 1887. — 32 с.
- Сборник действующих в Тобольской губернии узаконений и распоряжений по следственной части. — Тобольск, 1888.
- Об условиях производства формальных следствий по закону 25 февраля 1885 года. — 1-е изд. — Тобольск: Тоб. губ. типография, 1889. — 45 с.
- Книги разрядные в официальных их списках, как материал для истории Сибири XVII века. — 1-е изд. — Казань: Тип. Имп. Унив., 1892. — 79 с.
- Систематический перечень воевод, дьяков, письменных голов и подьячих с приписью в сибирских городах и главнейших острогах с их основания до начала XVIII века. К истории Сибири XVII в. — 1-е изд. — Тобольск: Тип. Губ. Правления, 1892. — 58 с.
- Государево жалованье послужникам сибирским. К истории Сибири XVII в. — 1-е изд. — Тобольск: Тип. Губ. Правления, 1892. — 22 с.
- Расходная книга товарам и вещам Казённого приказа за 122 г. (1613-1614 гг.). К вопросу о государственном жаловании послужникам сибирским. — 1-е изд. — Тобольск: Тип. Губ. Правления, 1893. — 7 с.

#### Статьи
- Эпитимщики и колодники Кондинского монастыря прошлого и начала нынешнего столетия // Календарь Тобольской губернии на 1890 год : Справочник. — Тобольск: Тип. Губ. Правления, 1889. — С. 28—47.
- Историческая справка по поводу юбилея г. Берёзова // Тобольские губернские ведомости : газета. — Тобольск, 1892. — № 15.
- Рец. на кн.: Е. В. Кузнецов. Сказания и догадки о христианском имени Ермака. Тобольск, 1891 г. // Известия Общества археологии, истории и этнографии при Императорском Казанском университете : журнал. — Казань: Тип. Имп. Университета, 1892. — Т. X, вып. 2. — С. 238—240.
- Сибирский губернатор Д. И. Чичерин // Исторический вестник : журнал. — СПб., 1893. — Т. 52, № 6. — С. 783—790.
- Обские пираты прошлого века // Исторический вестник : журнал. — СПб., 1893. — Т. 53, № 8. — С. 455—468.
- Материалы для справочно-биографического словаря сибирских деятелей // Ежегодник Тобольского губернского музея : журнал. — Тобольск, 1893. — Вып. 1. — С. 71—90.
- Материалы для справочно-биографического словаря сибирских деятелей. Деятели XVI и XVII столетий. IV Князья Ростовского дома // Ежегодник Тобольского губернского музея : журнал. — Тобольск, 1895. — Вып. 3. — С. 22.